# Harry Derckx
Harry Derckx (Saint-Pierre-lès-Nemours, 19 maart 1918 – Rucphen, 12 juli 1983) was een Nederlands hockeyer, luchtmachtofficier en burgemeester.
Derckx won met het Nederlands team een bronzen medaille op de Olympische Zomerspelen in 1948 en in 1952 zilver. Hij speelde 52 keer voor het Nederlands hockeyelftal. Hij speelde in clubverband voor de Deventer Hockey Vereniging (DHV) en VHC (Venlo). Daarnaast was hij ook actief in het voetbal bij RKDEV.
Derckx was kapitein-vlieger bij de Koninklijke Luchtmacht en werkzaam in de opleiding voor piloten. Hierna werd hij burgemeester, eerst van Heinkenszand (1953-1958), vervolgens van Budel (1958-1970) en daarna van Rucphen (1970-1981).
Derckx werd gedecoreerd tot Officier in de Orde van Oranje Nassau, was drager van het Oorlogsherinneringskruis met gesp en het Verzetsherdenkingskruis en werd benoemd tot ereburger van Rucphen.
André Boerstra · 
Henk Bouwman · 
Piet Bromberg · 
Harry Derckx · 
Han Drijver · 
Dik Esser · 
Wim van Heel · 
Roepie Kruize · 
Jenne Langhout · 
Dick Loggere · 
Ton Richter · 
Eddy Tiel ·
Coach: Huib du Pon
Jules Ancion · 
André Boerstra · 
Harry Derckx · 
Han Drijver · 
Dik Esser · 
Wim van Heel · 
Roepie Kruize · 
Dick Loggere · 
Lau Mulder · 
Eddy Tiel · 
Leo Wery ·
Coach: Rein de Waal